# Perachora
Perachora, ook Perahora of Perakhora (Grieks: Περαχώρα) is een buurtschap in de deelgemeente (dimotiki enotita) Loutraki-Perachora van de fusiegemeente (dimos) Loutraki-Agioi Theodoroi, in de Griekse bestuurlijke regio (periferia) Peloponnesos.
Het ligt ongeveer 7 km noordwestelijk van de stad Loutraki in een heuvelachtige omgeving van het omringende Geraneiagebergte. De naam Perachora is een transformatie van de zinsnede "Peraia Hora" dat in het Grieks "het land aan de andere zijde" (van de Isthmus van Korinthe) betekent. Terwijl aan de andere zijde voor Perachora de (geografisch tegenovergesteld) oude stad van Korinthe ligt. Het dorp is amfitheatrisch op de omringende heuvels gebouwd, waardoor het een panoramisch zicht heeft op de Korinthische Golf in het zuidwesten en Limni Vouliagmenis, een kustnederzetting naast een blauwe lagune in het westen.
De rotsachtige kaap Heraion met zijn stenen vuurtoren en de oude tempel van Hera Limenia (het heraion) bevindt zich in het westen, vlak naast de Limni Vouliagmenis-lagune. De oude stad van Oinoi is vandaag de dag een kleine kustnederzetting genaamde Schinos. In het lagunegebied werd in 1962 de epische film "Leeuw van Sparta" of "De 300 Spartanen" gefilmd.
Het gebied rond het dorp is een typisch mediterraan landbouwlandschap met groen-zilveren olijfbomen als belangrijkste gewas. Uitgestrekte dennenboombossen vindt men in sommige van de omringende bergen die soms tot aan het zoute water van de kustlijn reiken. Bekende plaatselijke producten omvatten de reine olijfolie en het natuurlijke dennenhars.
Perachora heeft een lagere, een midden- (lyceum), en middelbare (gymnasium) school, een kerk en een plein (plateia).